# Rio Jamor
O rio Jamor é um rio português que nasce na serra da Carregueira, no município de Sintra, e vai desaguar no rio Tejo, na Cruz Quebrada. Toma o nome de Ribeira de Belas no troço inicial a montante da interseção com a ribeira de Venda Seca. O principal afluente da margem esquerda é a ribeira de Carenque.
O rio atravessa os jardins do Palácio de Queluz. O seu curso é aí canalizado, havendo um troço com cerca de 130 metros de comprimento delimitado por comportas e com paredes azulejadas - o Canal dos Azulejos. Quando as comportas do canal eram fechadas, criava-se um plano de água onde era possível passear de barco entre representações de portos, palácios e outros temas.
O rio Jamor tem um passeio pedonal com ciclovia chamado Eixo Verde e Azul. Passa pelo Estádio Nacional e pelo Complexo Desportivo do Jamor, na sua foz.

## Características
- Linha de água: (301 08)
- Área de bacia: 44,5 km2
- Comprimento: 15,8;km[1]
- Fator de forma: 0,174
- Tempo de concentração: 3,7 (h)

## Afluentes
- Ribeira de Venda Seca
- Ribeira das Forcadas
- Ribeira de Carenque

## Galeria

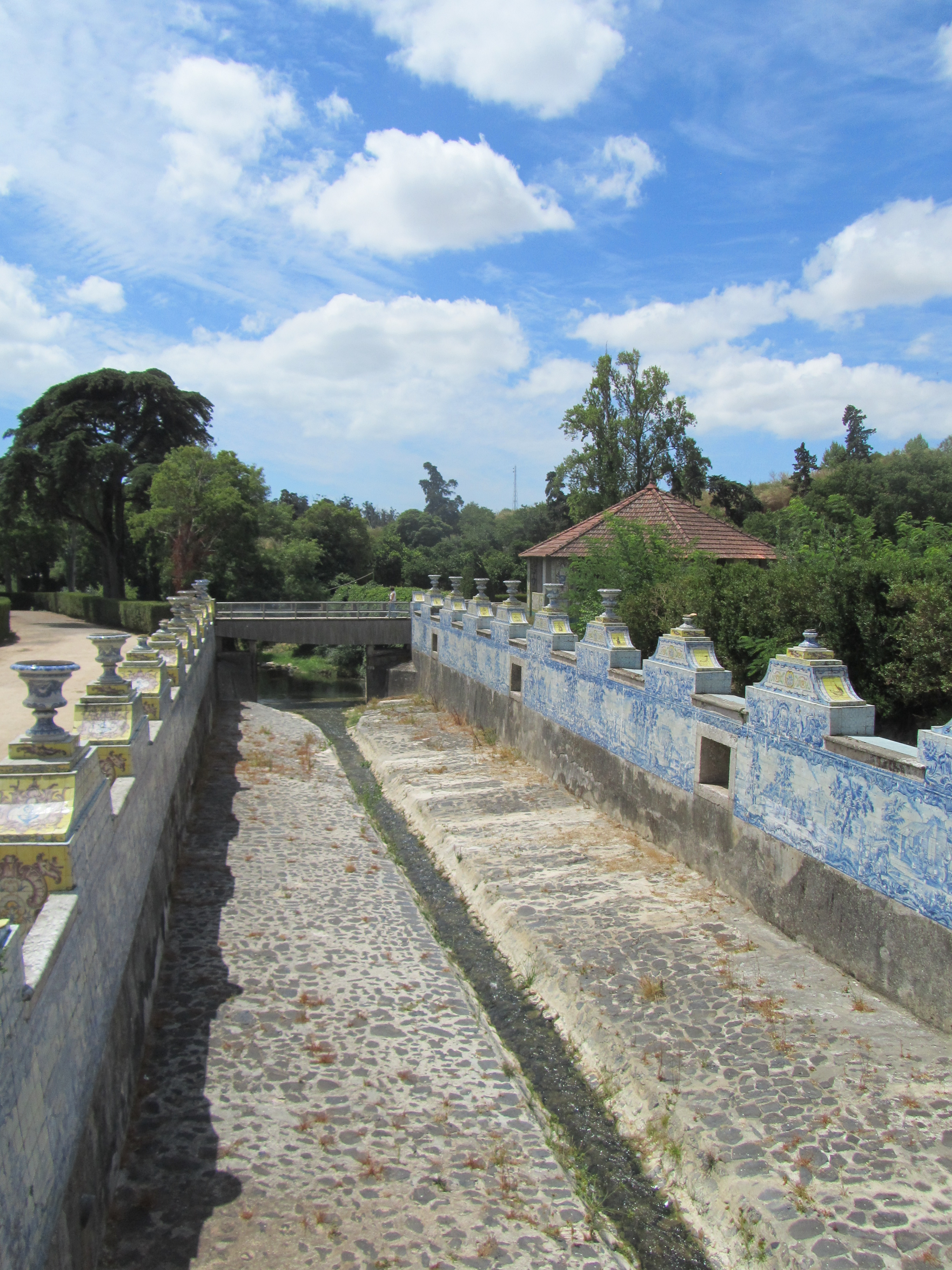
Canal dos Azulejos no Palácio de Queluz
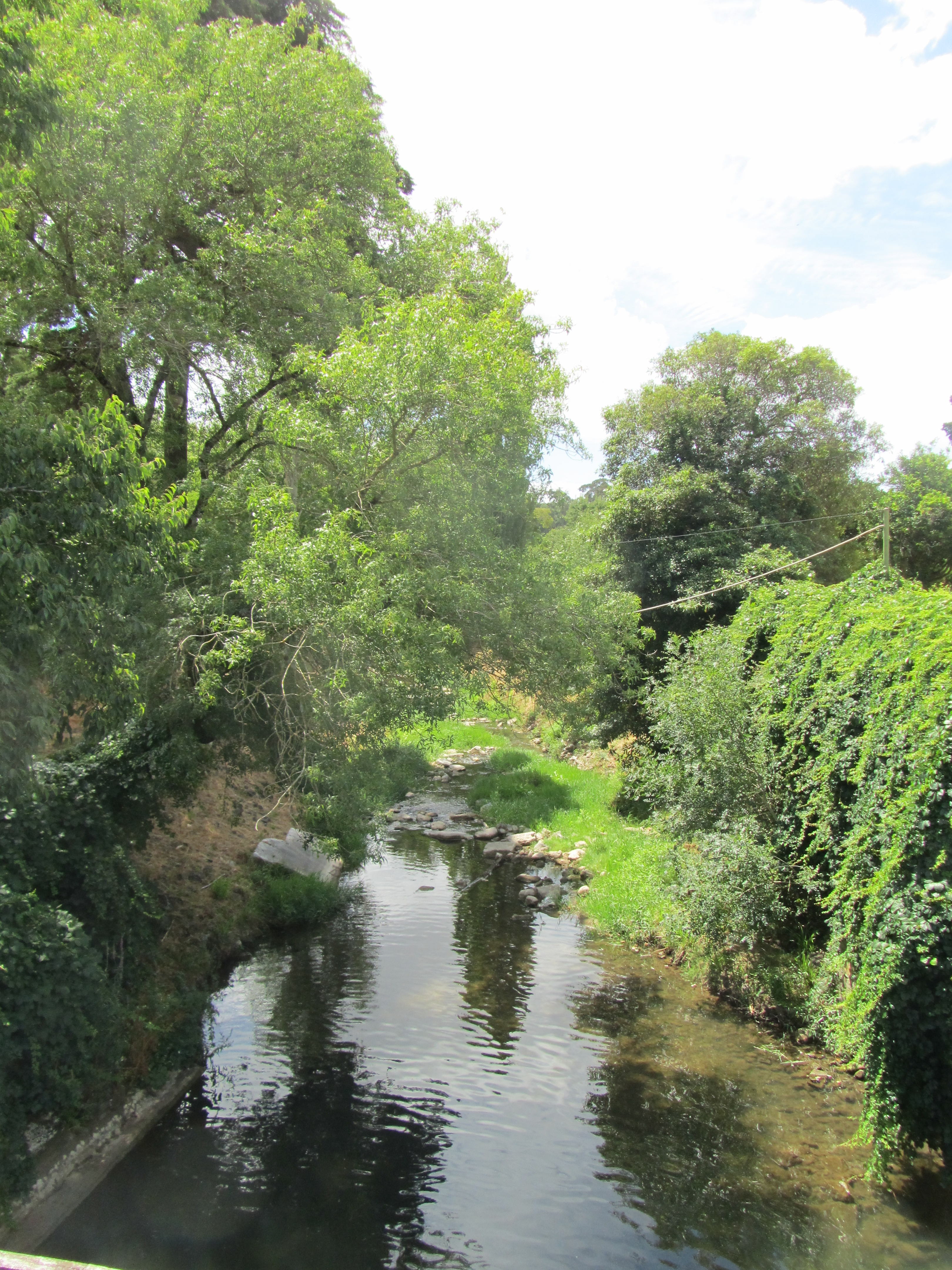
Rio Jamor à saída do Palácio de Queluz